# Starogrška umetnost
Umetnost antične Grčije je zelo vplivala na kulturo mnogih držav po vsem svetu, še posebej v kiparstvu in arhitekturi. Umetnost rimskega imperija v glavnem izvira iz Grčije. Aleksander Veliki je z osvajanji na vzhodu sprožil več stoletij izmenjave med grško, srednjeazijsko in indijsko kulturo, ki je imela vplive do Japonske. Vse od renesanse dalje so v Evropi estetski in visoki tehnični standardi grške umetnosti navdihovali generacije evropskih umetnikov. V 19. stoletju je v umetnosti zahodnega sveta prevladovala klasična tradicija, ki je izvirala iz Grčije.

## Arhaična in klasična Grčija
Od 8. stoletja pr. n. št. naprej so se življenjske razmere izboljševale. Sledil je hiter razvoj gospodarstva in političnega življenja. V 6. stoletju pr. n. št. so velik razcvet doživljale znanosti in filozofija, ki je sprejela dognanja naravoslovnih ved. Tako je npr. Heraklit postavil tezo o štirih elementih: zemlji, vodi, zraku in ognju, ki sestavljajo svet. Vse to je vplivalo tudi na hiter razvoj umetnosti. Ob koncu 6. stoletja se je Grčija spopadla s Perzijci. Te t.i. perzijske vojne so se končale l. 480 pr. n. št. z zmago grških mest pod vodstvom Aten. Sledila je zlata doba Aten pod vodstvom modrega vladarja Perikleja. V tem času sta se razvijali demokracija in gospodarstvo. Periklejje mestno bogastvo uporabil za razvoj umetnosti, ki naj bi povzdignila sijaj Aten. Zelo močan je bil občutek pripadnosti isti skupnosti. Vzrok za to je bila religija – verovanje v bogove in njihovo skupno čaščenje, spoštovanje običajev, športne igre, med njimi najsijajnejše olimpijske, obiskovanje predstav v gledališčih na prostem,… Umetnine tega časa veljajo za ene največjih v zgodovini človeštva. Po tem t.i. klasičnem obdobju so sledili spori med državicami, kar je pomenilo pešanje moči. Tudi religija ni bila več enotna, kar je povzročilo versko krizo

## Razvoj
Grška umetnost se je hitro razvijala in jo delimo v vsaj štiri pomembnejša obdobja:
- doba geometričnega sloga ali prehodno obdobje (okoli 1000–700 pr. n. št.) je obdobje po veliki selitvi s severa na jug in je najbolj viden na poslikani keramiki (vse je strogo, skoraj abstraktno), podobni so kipci;
- arhaična umetnost (700–480 pr. n. št.) je obdobje velikega prebujenja; razvoj mestne aristokracije je vplival na kiparstvo in slikarstvo, v arhitekturi so se pojavili templji in različni stebrni slogi (dorski, jonski in korintski), bila je zlata doba poslikane keramike;
- klasična umetnost (480–323 pr. n. št.) je vrhunec grške umetnosti. V kiparstvu so nastale največje mojstrovine, slikarstvo je bilo razkošno s tabelnimi slikami in mozaiki;
- helenistična umetnost (323–34 pr. n. št.) velja za pozno obdobje grške umetnosti, ki se je intenzivno razvila v času Aleksandra Velikega. To je bil nekakšen mednarodni slog, viden predvsem v arhitektonskih celovitih delih v kiparstvu.

## Keramika
Večina starogrške keramike je bila narejena za vsakodnevno uporabo. Izjeme so trofeje za zmage v igrah, kot so panatenajska amfora (vrč za vino). Večina ohranjenih lončarskih izdelkov so posode za tekočine in druge stvari, kot so amfore, kraterji (posoda za mešanje vina z vodo), hidrije (posoda za vodo), lekitos (posoda, ki so jo uporabljali pri pogrebnih ceremonijah), skifos (vrsta pivske čaše), kiliks (posoda zelo odprte narave), kantaros (vrsta pivske čaše) itd. Našli so tudi poslikane pogrebne žare, mnogo je bilo miniatur, predvsem za uporabo v templjih. V helenističnem obdobju je nastal širši izbor keramike, ki pa nima umetniške vrednosti.
V zgodnejših obdobjih so majhna grška mesta izdelovala lončenino za lastno uporabo. Ta se močno razlikuje v slogu in standardih. Prepoznavna lončenina, ki se uvršča v umetnost, je bila izdelana na nekaterih egejskih otokih, Kreti in v bogatih grških kolonijah v južni Italiji in na Siciliji. V poznejši arhaični in zgodnji klasični dobi sta bili dve veliki središči Korint in Atene, ki sta prevladovali. Njihovi izdelki so bili izvoženi po vsem grškem svetu in zatrli lokalne proizvode. Izdelki iz Korinta in Aten so se znašli v Španiji in Ukrajini, pogosto v Italiji. Mnogo tega množično izdelanega je bilo slabe kakovosti. V 5. stoletju pr. n. št. je lončarstvo postalo industrija in lončarsko slikarstvo je prenehalo biti pomembna oblika umetnosti.
Zgodovina antične grške keramike je razdeljena slogovno na šest obdobij:
- protogeometrično od okoli 1050 pr. n. št.;
- geometrično od okoli 900 pr. n. št;
- pozno geometrično ali arhaično od okoli 750 pr. n. št;
- črne figure na rdečem ozadju od zgodnjega 7. st. pr. n. št;
- rdeče figure na črnem ozadju od okoli 530 pr. n. št.

Paleta barv, ki se je lahko uporabljala na posodah, je bila omejena s tehnologijo žganja: črna, bela, rdeča, rumena so bile najpogostejše. V treh zgodnjih obdobjih so opustili svojo naravno svetlo barvo in so bili okrašeni z listki, ki so se spremenili v črno v peči.
Popolnoma zrela tehnika črne figure z dodanimi rdečimi in belimi detajli in vrezanimi obrisi in podrobnostmi izvira iz Korinta v zgodnjem 7. stoletju pr. n. št. in je bila uvedena v Atiki v generaciji kasneje. Cvetela je vse do konca 6. st. pr. n. št. Tehniko rdečih figur so izumili okrog leta 530 pr. n. št. Tradicijo so obrnili, pri čemer je bila posoda pobarvana črno in figure v rdeče. Včasih so bile večje posode gravirane in tudi naslikane.
Med protogeometričnim in geometričnim obdobjem je bila grška lončenina okrašena z abstraktnimi vzorci. Ob koncu geometričnega obdobja (orientalsko obdobje) so pri vaznem slikarstvu abstraktne geometrijske motive nadomestili z bolj zaobljenimi, realnimi oblikami vzhodnoevropskih motivov, kot so lotos, palmete, levi in sfinge. Okraski so postali bolj zamotani in večji.
V kasnejših obdobjih, ko se je spremenil estetski okus in je napredovala tehnika lončarjev, so začeli krasiti v obliki človeških figur. Običajno so bili zastopani bogovi ali junaki grške zgodovine in mitologije. Prav tako priljubljeni so bili lov in bitke, saj je bila upodobitev konja pri Grkih zelo cenjena. V kasnejših obdobjih so nastale erotične teme, običajni so bili heteroseksualni in homoseksualni moški.
Grški keramika je pogosto podpisana, včasih jo je podpisal lončar ali mojster lončarstva, redkeje slikar. Stotine slikarjev pa so prepoznavne po umetniških izdelkih: če njihovi podpisi niso ohranjeni, se imenujejo po izdelkih, kot je Ahilov slikar, v pozni arhaični dobi slikar Kleofrades ali celo po sodobnih krajih, kot je poznoarhaični Berlinski slikar.
- Poznogeometrična zvezdasta poslikava, Britanski muzej
- Korintski orientalski slog, okoli 620 pr. n. št., Antična zbirka, München
- Okrogla notranjost (tondo) rdeče figure na kiliksu, prikazuje Herakleja in Ateno, lončar Fojniks in slikar Duris, okoli 480–470 pr. n. št., Antična zbirka, München
- Detajl rdeče figure na amfori, prikazuje satira, ki so ga napadle menade, lončar Pamfajos in slikar Oltos, okoli 520 pr. n. št., Louvre
- Bela podlaga (lekitos) s prizorom žalovanja, slikar Reed, okoli 420–410 pr. n. št., Britanski muzej
- Helenistični relief na skledi z glavo menade, 2. st. pr. n. št. (?), Britanski muzej

## Figurine

### Figurine iz terakote
Glina se je pogosto uporabljala za izdelavo votivnih kipcev ali idolov tudi že pred minojsko civilizacijo do helenističnega obdobja in po njem. V 8. stoletju pr. n. št. so bili v Beociji pogosti ženski kipci. Te figurine so bile narejene s premičnimi nogami: glava, ki je majhna v primerjavi s preostalim telesom, je nataknjena na dolgem vratu, medtem ko je telo v celoti v obliki zvona. Na začetku 8. stoletja pr. n. št. so v grobnice dodali na stotine, celo tisoče majhnih figurin, z osnovno figuraliko, ki na splošno predstavljajo like z dvignjenimi rokami, tako imenovane "poveličane bogove".
V kasnejših obdobjih so terakotne figurice izgubile svoj verski pomen in so jih nadomestili liki iz vsakdanjega življenja. V 4. in 3. st. pr. n. št. se pojavijo tanagrijske figurice, ki so pogosto ohranile obsežne sledi površinske barve. Hkrati so v mestih, kot so Aleksandrija, Smirna ali Tarz izdelovali groteskne figure, ki predstavljajo osebe z iznakaženimi členi, izbuljenimi očmi, ki se zvijajo. Take figurine so bile narejene tudi iz brona.

### Kovinske figurine
Figurine iz kovine, predvsem brona, so zelo pogosta najdba v zgodnjih grških svetiščih, kot je Olimpija, kjer so našli na tisoče takih predmetov. Večinoma upodabljajo živali. Običajno so narejene v voščeni tehniki in se štejejo za začetnico pri razvoju grškega bronastega kipa. Najpogostejši motivi v geometričnem obdobju so bili konji in jeleni, pa tudi psi, govedo in druge živali. Človeške figurice se pojavljajo občasno. Izdelovanje drobnih kovinskih votivnih figur se je nadaljevalo v celotni grški antiki. V klasičnem in helenističnem obdobju so bolj izdelovali bronaste kipce, ki so tesno povezani z monumentalno skulpturo, ki je postala pogostejša.

## Prvi veliki kipi in kamnita arhitektura
Grki so se kiparstva učili pri Egipčanih, vendar prvi grški kipi niso tako togi kot egipčanski. Od l. 700 do Zgodovina umetnosti stoletja 2 500 pr. n. št. je čas kurosov in kor – togih kipov. Kurosi so kipi golih mladeničev in kore – oblečene mladenke. Okrog l. 500 so se kipi sprostili. Kuros iz Krojzovega groba (slika 6), 525 pr. n. št.: Kurosi so kipi, ki predstavljajo bogove ali so spominski simboli. Značilnosti: stoji z obema nogama trdno na tleh, teža je na prednji nogi, etažna frizura, obraz nima notranjega življenja, vendar je na njem nek arhaični smehljaj. To je gimnastični človek, roke ima ob sebi, med rokama in telesom je prazen prostor. Telo je deljeno na enote s posameznimi črtami. Kolena so poudarjena, vrat je dolg, glava mirna. Oči so okrogle, obraz ovalen. Kora v dorskem peplosu in kora iz Chiosa (sliki 4, 5), 530 – 520 pr. n. št.: figure so oblečene in obarvane. Ženska figura je bila vedno oblečena (do helenizma): obe kori imata arhaični smehljaj, obraz je miren, frizura etažna in v kitah. V rokah so kore držale dar kot posvetilo boginji. Oblačilo je večplastno in nagubano, telo je komaj vidno. Mož, ki nosi tele, Moskoforos (slika7), 570 pr. n. št.: figura moškega je oblečena, vendar je ceremonialna. Mož ima brado, frizura je povita v kite. Smehljaj je zadržan in bolj resen – zadnja faza arhaične umetnosti. Okoli vratu ima tele in z njegovima nogama ter svojima rokama tvori križ, kar daje figuri center. Izraža sožitje. To je začetek motiva človek – žival, kasneje se razvije motiv dobrega pastirja v rimski in starokrščanski umetnosti. Jezdec na konju (Rampin) (slika 8), imenovan tudi Jezdec Rampin. Jezdec je v Louvru, konj na Akropoli (rezultat zgodovinskih naključij). To je aristokrat. Prikazanje arhajski kuros, ki ima brado in ceremonialno frizuro. Oprsje je izbočeno, spet imamo motiv človek – žival.

## Monumentalne skulpture
Z vizualno umetnostjo, vključno s kiparstvom, se je v stari Grčiji ukvarjal nižji sloj in so jih imeli za fizične delavce. Plutarh (Življenje Perikla, II ) je dejal, "smo občudovali umetniško delo, vendar preziram njegovega izdelovalca". To je bilo splošno stališče v antičnem svetu. Starodavna grška umetnost se danes pogosto razvršča v tri obdobja: arhaično, klasično in helenistično.

## Arhaična umetnost
Obdobje arhajske umetnosti je čas velikega prebujanja. Podobo umetnosti je narekovala mestna aristokracija, ki je s svojimi etičnimi načeli in odnosom do lepega vplivala na kiparstvo in slikarstvo. Med vsemi mesti so najpomembnejše Atene in tu je prišlo do velikega preobrata. Umetnik se je odrekel tradicionalnim pravilom posnemana in začel raziskovati nove oblike izražanja. Iz sredine 7. stoletja pred našim štetjem so prva podpisana dela, izoblikovala pa se je tudi ideja duhovne lastnine in umetnost je postala sestavina njihovega življenja: o njej so pisali, jo ocenjevali, razpravljali… Umetniško delo ni bilo več stvaritev, ki je nastala z natančno določenim namenom, ampak tudi zaradi osebne odločitve. Razlog za nastanek umetnine je bila zamisel umetnine in estetski užitek ob njej. Vendar se je umetnost geometričnih shem k polnim in živim oblikam razvijala le postopoma.

### Slikarstvo arhaičnega obdobja
Slikarstvo se je ohranilo le kot vazno slikarstvo, stenskega slikarstva pa ne poznamo iz grških mest, pač pa iz Italije. Njihove dosežke so kopirali Etruščani in marsikdaj vabili grške slikarje. Ohranilo se je mnogo spomenikov vaznega slikarstva.Posode so različnih oblik in poslikane z najrazličnejšimi prizori, nase pa opozarjajo tako z vsebino kot s slogom. Ločimo črno in rdečefiguralno slikarstvo. Pri črnofiguralnem so liki temni, ploskoviti in stilizirani. Pri kasnejšem rdečefiguralnem pa so osebe postavljene pred črno ozadje. Figure so rdečkasto rjave barve kar omogoča vnašanje izrazitejših telesnih oblik. 
Črno pobarvanih podob umetniki niso mogli čisto natančno narisati. Oblike telesa so lahko naslikali samo z nekaj črtami. Slikarji teh posod so podobno kot mojstri bronastih kipov preudarjali, kako naj kar najbolj izrazito prikažejo senčne podobe figur. Zato so slikali ljudi najraje v profilu in tako, da se roke in noge nišo prekrivale. Pri rdečih podobah pa so slikarji nasprotno lahko narisali vse notranje oblike telesa s tenkimi črnimi črtami. Slikar, ki je poslikal skodelo, je narisal mišice, lase in poteze obraza obeh mož ter celo luske na oklepih čisto natančno, česar si slikar črno barvane amfore ni mogel niti zamisliti. Risanje znotraj obrisa je slikarju nudilo tudi možnost, da je svoje like postavil v poljubno držo Zelo razširjene grške posode so bile vitki, z ročaji in s podstavkom opremljeni vrči — amfore za shranjevanje tekočin. Z oljem napolnjeno amforo so dobili za nagrado zmagovalci na tekmah. Grški atleti so si namreč vtirali po vsem telesu v kožo olje. Na lepo oblikovani posodi je umetnik naslikal s crno barvo dva junaka trojanske vojne — Ahila in Aianta pri igranju špane. Velikost obeh postav je z zanesljivim občutkom prilagodil meram posode. Če bi ju naslikal manjši, bi bili na trebušasti vazi videti pritlikavi. Večji postavi pa bi učinkovali kot samostojna slika in ne kot okrasje posode.

### Arhitektura arhaičnega obdobja
Arhitektura tega obdobja je naredila zelo pomemben korak. V tem času je leseno gradnjo nadomestila kamnita in izoblikovala se je shema tipičnega grškega templja. Ta ima celico, okoli katere so na štirih straneh nanizani stebri. Zelo je pomembna notranja podoba, notranji prostor je majhen. Ta arhitektura deluje vselej skladno, zaradi stavbnih elementov, ki so v medsebojnem razmerju. 
V Arhajskem obdobju se je izoblikoval dorski tempelj. Dorski slog se je razširil iz Peloponeza v Atene nato pa na ozemlje Velike Grčije, tako da so se najlepši dorski templji ohranili na Siciliji. V dorskem slogu je Zevsovo svetišče v Olimpiji, bazilika v Pasteumu na Siciliji. Grško svetišče dobi enojno srebrno preddverje, kasneje pa tudi dvojno. 
Tako postane vzgled za druge stavbne tipe:
- propileje (vhodna vrata)
- zakladnica
- žitnica
- gledališče (odeon)
- stadion
- palestra
- stoa (srebrne dvorane)
- gimnazij

Grki so takrat izoblikovali tri temeljne stebrne rede (sloge): 
- dorskega (je preprost, brez postavka in brez kvadratne podnožne ploskve. Kapitel tvorita poševno klesan okrogel svitek in krovna plošča);
- jonskega (je rebrasto žlebičen in vitkejši. Stoji na okroglem podstavku, kapitel pa je nekakšna blazinica s stranskima volutama);
- korintskega (je najmlajši. Končuje s kapitelom v obliki košarice iz akantovih listov, precej razširjene zvrsti sredozemske bodljike).

O nastanku grških stebrnih redov (slogov) so različne razlage. Vitruvij v svoji IV. knjigi povezuje nastanke posameznih redov z grško mitologijo. Tako naj bi prvi dorski tempelj sezidal Dor, praoče Dorcev v starem mestu Argosu. Znana je zgodba o košarici s cvetjem na grobu mladega dekleta, ki je navdihnila kiparja Kalimaha, da je po tem vzoru začel oblikovati korintske kapitele. Po antropomorfni interpretaciji izhaja oblika dorskega kapitela iz moške roke, ki podpira breme, jonski kapitel pa iz kodrov ženskih las. Mnoge razlage vidijo v dorskem stebru moško postavo, v jonskem pa žensko. Od tod tudi oznake: dorski red je moški, trd, strog in čokat, medtem ko pa je jonski red ženski, vitek in lahkoten. 
Oba imata predhodnike v bližnjevzhodnih in maloazijskih arhitekturah. Konstruktivistične razlage izvajajo oblike posameznih vrst stebrov iz prvotne lesene konstrukcije. V 6. stol. pr. n. št. so bili stebri že iz apnenca, od 5. stol. pr. n. št. dalje pa marmornati. Dorski stebrni red se je najprej razvil v matični Grčiji, predvsem na Peloponezu. S kolonijami so ga prenesli v južno Italijo in na Sicilijo. Jonski stebrni red je nastal na obalah Male Azije. V času helenizma so bila tam zgrajena velika svetišča v Efezu, Didimi in Prieni. V celinski Grčiji se oba reda prepletata, včasih celo na isti stavbi. Korintski stebrni red so porabljali predvsem v helenističnem in rimskem obdobju.

### Kiparstvo arhaičnega obdobja
Kiparstvo se je osredotočilo na dva točno določena tipa: upodobitev golega mladeniča (kuros) in oblečene mladenke (kore): to je izhodišče grškega kiparstva.
Ti kamniti kipi so bili, kot tudi v poznejših obdobjih, v celoti poslikani. Arhaični kiparji so se ozirali tudi po egipčanskem kiparstvu. Kuros je od njih prevzel slovesno držo. Nekatere anatomske podrobnosti so slikarji prikazali shematično, z vrezano risbo. Tudi kore so bile sprva upodobljene v enako mirni drži. Pod preprosto, v gube nabrano tkanino komajda zaslutimo oblike telesa. Mirno celoto poživljajo ornamentalno oblikovane pričeske. 
Polagoma, okrog 500 pr. n. št., so se kipi sprostili, upodobitve so postajale bolj realistične. Kore so upodobljene v lahkih oblekah, pod katerimi se kažejo obrisi njihovih teles. 
- Dipilonski kuros, okoli 600 pr. n. št., Atene, Muzej v Keramejku
- Moskoforos ali nosač teleta, okoli 570 pr. n. št., Atene
- Peplos kore, okoli 530 pr. n. št., Atene, Muzej Akropole
- Friz v Sifnijski zakladnici, Delfi, upodobljen Gigant, okoli 525 pr. n. št., Arheološki muzej v Delfih

## Klasična umetnost

### Umetnost zgodnje klasične dobe, t. i. strogi stil
Po zmagoviti bitki pri Salamini (480 pr. n. št.) so začeli načrtno obnavljati Akropolo, ki so jo Perzijci porušili. Akropola (gornje mesto) je značilnost grških mest in vidni simbol oblasti državljanov. Tu so stale najpomembnejše stavbe. Najprej so zgradili Partenon, potem še druga svetišča. Velja za vrhunec klasične arhitekture in je postal vzor arhitekturnega snovanja v drugi polovici 5. stoletja. Tu je najprej nastajala arhitektura v dorskem slogu. Arhitekti so želeli ustvariti sklane stavbe s čim bolj popolnim videzom. Skladnost so dosegli tako, da so celoto podredili osnovni meri – modulu; ta je ustrezal polmeru stebra. Akropola (slika 9) stoji nad mestom, nanjo se povzpneš skozi stebriščni vhod, imenovan Propileje (slike 10, 11, 12) . Te imajo vlogo starih vrat, vhoda v palače. Od tod se je prišlo na plato, kjer so zgradili najpomembnejše templje: Partenon, Nikin tempelj in Erehteion. Partenon (slike 13, 14, 15) (analiza v učbeniku, str. 34-35): to je Atenino svetišče v dorskem slogu. Gradbenika sta bila Iktion in Kalikrat, kipar pa Fidija. Zgrajen je iz belega marmorja in je peripternega tipa. Do ploščadi vodijo tri stopnice (dolžina 69,47 metra, širina 30,80 metra). Naos je bil razdeljen v tri niše, v srednji je bil Fidijev kip boginje Atene Partenos, visok 12 metrov, iz zlata in slonove kosti. V zadnjem delu, zakladnici, so bili shranjeni zakladi deloške zveze, ki so jo vodile Atene. Tempelj je zgrajen po modulu, zato deluje skladno ter ohranja ravnovesje med zadržanostjo in silovitostjo, med strogostjo in domišljijo. Zgodovina umetnosti 3 Nikin tempelj, 425 pr. n. št.: posvečen je boginji zmage, Nike. Je prvi primer jonskega stebrnega reda na Akropoli. Erehteion (sliki 16, 17), 421-406 pr. n. št.: jonski stebrni red zrcali tudi politično povezovanje Atencev z jonskimi mestnimi državicami proti vse močnejši Šparti. Posebnost Erehteiona je portik s kariatidami, značilen element starejšega jonskega sloga. Kariatide so ženski kipi, ki opravljajo vlogo stebrov.

#### Kiparstvo
Po arhaičnem obdobju kurosov in kor se je kiparstvo spremenilo. Pomemben je postal vtis živosti, gibanje. Razširilo se je obdelovanje brona, vendar so kasneje večino kipov pretopili, zato nam o nekateri teh umetnim pričajo le rimske kopije. Strogi stil – v začetku 5. stoletja pr. n. št. se je uveljavil strogi stil zaradi izrazite strogosti izraza na obrazih. Predstavlja ga Delfski voznik – Avriga (slika 18), 470 pr. n. št.,Delfi. Stal je na terakotnem vozu s štirimi konji. Krilo ima gube, ki spominjajo na kanelure dorskega stebra. Gube so težke, obraz je strogo zamaknjen, resen. 

### Klasično obdobje
V tem obdobju je kiparstvo želelo upodobiti ideal človeka, ki bi izražal modrost in telesno skladnost in s tem vzbudil vtis realizma. Tempelj v Olimpiji , 480-460 pr. n. št.: posvečen je Zevsu. Na zahodnem timpanonu je upodobljen boj kentavrov in Lapitov (slika 19). To so opiti kentavri (mitološka bitja s človeško glavo in trupom ter konjskim zadnjim delom) , ki so napadli Lapitinje. Obrazi Lapitinj in Lapitov so mirni, kentavrov pa brutalni. Kiparji upodabljajo ideal svoje dobe, to je popoln človek, ki je harmonično bitje, odlikujeta ga modrost in telesna skladnost. Čustev ni primerno izražati, treba jih je obvladati. V spopad poseže Apolon v najbolj kritičnem trenutku in ustavi bitko. V sredini trikotnika stoji Apolon, ki je višji od vseh figur, levo in desno se možje borijo z meči in sekirami, nato Lapitinje, ki se branijo brutalnežev. Lapitinja, ki se brani kentavra, je mirna, dostojanstvena, glavo sklanja naprej in ne izraža nobenega strahu, napora ali gnusa. Kentavrov obraz je spačen, grob. Grki so bili prepričani, da so dosegli najvišjo stopnjo omike; omikan človek varuje dostojanstvo, obvlada se. Miren, razumen Grk mora zmagati nad surovo silo mišic. Najpomembnejši klasični kiparji so bili Fidija, Poliklet in Miron.
- Kopija Poliklejtovega kipa Mladenič z oglavnico, Narodni arheološki muzej, Atene
- Tako imenovana Braschijeva Afrodita, Praksitel, tip Afrodite iz Knida, Gliptoteka, München
- Hermes, morda Lizipov, Narodni arheološki muzej, Atene
- Družinska skupina na grobu, znak v Atenah, Narodni arheološki muzej, Atene

#### Fidija
Ustvarjal je v visokem klasičnem stilu. Je velik kipar. Povezoval je moč in razumskost dorskega sloga z eleganco jonskega. Njegove kipe odlikujejo monumentalnost, globinska dinamika, slovesen ritem. Njegovi bogovi so do božanske sfere dvignjeni ljudje. Figure so individualizirane. Upodobil je vsa kiparska dela na Partenonu, ki pomenijo vrh grške umetnosti. Kip boginje Atene: je bil iz zlata in slonove kosti, ki je stala v celi Partenona. Poznamo jo le po rimski kopiji. Visoka je bila 11 metrov, v levici je držala sulico in ščit, v drugi krilato boginjo zmage Nike, na prsih je bila upodobljena meduza. Ko so Turki zasedli Atene, so kip odpeljali v Carigrad, nato je izginila. 

#### 92 metop – boj med kentavri in lapiti
Friz ob vrhu zidu osrednje cele – panatenejske slovesnosti: sprevod 400 oseb in 200 živali v slovesnem ritmu, na koncu Atena sprejema dar, ki ga prinašajo atenske device (slika 21) – peplos. Ohranjen je del bogov: Pozejdon, Afrodita in Artemida. Friz je dolg 150 metrov, širok 1 meter. To je plitev relief, bil je pobarvan, s čimer je dosegel vtis globine. V frizu so trije pasovi: pas glav, trupi, noge. Nagubana oblačila poudarjajo gibanje lepo oblikovanih teles. Zgodovina umetnosti stoletja 4 Vzhodni timpanon (slika 20), Atenino čudežno rojstvo (iz Zevsove glave, na obeh straneh bogovi, ki se čudijo); znameniti sta dve konjski glavi. Zahodni timpanon, tekma med Ateno in Pozejdonom za prevlado nad mestom. 

#### Poliklet
Ukvarjal se je z vprašanjem, kako upodobiti atleta pri počitku. Njemu pripisujejo iznajdbo idealnega kanona (višina glave je sedmina celega telesa). Dorifor ali Kopjenosec (slika 25) (marmorna kopija), 450 pr. n. št.: predstavlja ideal harmonične človeške postave, ki je tudi vzor klasičnega kiparstva. Atlet čaka na začetek tekmovanja. S kopjem na rami mirno čaka na nastop. Poliklet je skrbno oblikoval posamezne dele telesa, ki so strnjeni v celoto. Kip je videti živ in vsak čas pričakujemo, da se bo premaknil. Vsa teža telesa je na desni nogi – kontrapost. To daje postavi valovito navpično črto. Ustvaril je ravnovesje nasprotnih sil, s tem se ustvarja skladnost. 

#### Miron
Bil je atenski meščan, sredi 5. stoletja. Ustvaril je številne bronaste kipe, med njimi metalca diska v devetih različicah, ohranila se je le ena, a tudi ta izgubila, ostale so le rimske kopije. Discobolos ali Metalec diska (slika 24), kopija, 450 pr. n. št.: telo je zasukano okoli svoje osi. Če bi pokrili gornji del telesa, bi bili prepričani, da je telo obrnjeno proti nam. atlet je za trenutek v mrtvi točki; stikata se konec zamaha in začetek samega meta. Ta dvojnost daje kipu razgibanost. Telo ustvarja napet lok. Po svoji razgibanosti Metalec diska prekaša vse druge. To je omogočal bron. (Negorljivi ulitek so obdelali z voskom, to prevlekli z debelo plastjo gline in pustili luknje za vlivanje tekoče kovine. Vosek se je stopil in ga je vpila glina. Tak je znotraj votel. Opore v notranjosti omogočajo stabilnost kipa.) Kip Zevsa (slika 29) v bronu: ne vedo, za čigavo delo gre, našli so ga na dnu morja, tako kot oba bojevnika. Vsi trije kipi sodijo v obdobje klasike. 

#### Peonij
Je avtor kipa Nike v Olimpiji, 420 pr. n. št.: visoka je čez dva metra. Priletela je, nagnjena je naprej. Draperija je pretirano nagubana. V ozadju je bil orel, simbol Zevsa. Zdi se, kot da boginja drsi s hrbta veličastnega ptiča. Kljub razgibanosti je ustvarjen vtis ubranosti. Kip lahko primerjamo s Samotraško Nike (slika 26), ki je helenistično delo (zdaj v Louvru), zač. 2. st. pr. n. št.: obleka, ki se oprijema telesa, povečuje iluzijo gibanja in povečuje občutek zmage. Pomembna kiparska naloga so bile tudi nagrobne stele, na primer Hegezin nagrobnik (slika 31), 410-400: Hegeso sedi, ob njej je služabnica, ki ji daje nakit iz škatle. Če bi vstala, bi bila stela prenizka. Kompozicija je uravnotežena, izraziti sta eleganca in skladnost kljub proporcionalnim nepravilnostim.

## Helenistična umetnost
Sredi 4. stoletja pr. n. št. so grške pokrajine prišle pod oblast Makedoncev z delno samostojnostjo. Mesta so bila politično in gospodarsko samostojna, vojaško pa podrejena makedonskemu kralju Filipu II. Njegov sin Aleksander Veliki, oboževalec grške umetnosti, je svoj imperij razširil vse do Perzije. Po njegovi smrti l. 323 pr. n. št. so si imperij razdelili njegovi vojskovodje. V 2. stoletju pr. n. št. so grške pokrajine osvojili Rimljani in l. 148 pr. n. št. so postale rimska provinca. 
Trajala je zadnja stoletja pr. n. št. Grška umetnost se je razširila po vsem Sredozemlju. Ideal človeka se je spremenil: vzor so mišičasti, silni, v boju utrjeni možje. Umetniki si ne prizadevajo, da bi klesali harmonične like, temveč izražajo silovitost, strasti. To je zelo razgiban slog, ki se je zelo oddaljil od klasične umetnosti, ki je iskala zgolj idealno lepoto. 

### Arhitektura
Nastajala so nova mesta in pomembna je postala posvetna arhitektura v kamnu. Arhitekti so se prilagajali terenu in pokrajini, kar dokazujejo gledališča. Zgrajena so na pobočjih hriba in se nanj naslanjajo, na primer Epidauros (sliki 37, 38) na Peloponezu. Športne, kulturne in javne stavbe grade v kamnu. Gradijo tudi stoe – stebriščne vhode, ki stavbe razgibajo. Tudi posvetne stavbe krasijo, kar je doslej veljalo le za sakralne. Najlepši primer helenističnega stavbarstva in urbanizma je Pergamon. 

### Kiparstvo
Izražalo je tudi čutnost, kar je v nasprotju s klasiko. Novi motivi so ženski akti, boginje upodabljajo kot navadne ženske. Vladarji so podpirali portretno umetnost. Helenistično kiparstvo teži k realizmu. Ljudje so tudi grdi, motivi vsakdanji, žanrski. Kaže se tudi nagnjenje k pretiravanju, izrazitim gestam in oblikam, tako se pojavijo mišičavost, zanesene drže in pretiravanje s čustvi. Miloška Venera, 130-120 pr. n. št.: na otoku Milos, predstavlja lepotni ideal helenizma. Je napol oblečena figura. Je visoka z majhno glavo, izrazita je Praksitelova linija. Tudi Rodos je postal umetnostno pomemben. Tu je nastala rodoška kiparska šola, v njej je deloval tudi Polidor, ki je izklesal najznamenitejšo skupino svojega časa, Laokoontovo skupino (50 pr. n. št.): Laokoon, trojanski svečenik, ki je svaril pred grško ukano v Troji. Ko je žrtvoval bogovom, sta njega in sinova napadli kači in jih zadušili. Kipar je prikazal višek brezupnega smrtnega boja. So goli, da je kipar prikazal napor mišic in duševne bolečine. Izrazita je patetičnost, mogočen obrat. Zgodovina umetnosti stoletja 6 Arhitekturna plastika: je v zelo visokem reliefu zaradi večje ekspresivnosti, sicer veljajo enaka načela kot pri obli plastiki. Pergamonski oltar (sliki 35, 36) (analiza v učbeniku, str. 36-37) Kralj maloazijskega Pergamona je na akropoli svoje prestolnice dal postaviti zelo velik daritveni oltar, posvečen Zevsu in Anteni med leti 180 in 170 pr. n. št. Odkrili so ga med izkopavanji v 19. stoletju. Friz so prenesli v Berlin, oltar pa v muzeju rekonstruirali. Oltarna arhitektura je mogočna. Na sredini je visoko stopnišče, ki vodi do stebrišča, ki omogoča dostop do pravokotne ploščadi. Na treh straneh je obdana z zidom. Okoli njega se vije portik, odprt stebriščni hodnik v jonskem slogu. Podnožje portika je pokrito z več kot 120 metrov dolgim frizom s prizori iz boja med bogovi in giganti. Kiparji so dosegli dramatičen učinek z visokim reliefom (velika osenčenost), razgibanimi figurami, patosom. Obrazi so polni strahu in bolečine, moči in besa. Oblačila plapolajo, mišice so napete, telesa so zasukana. Nekatere figure celo klečijo na stopnicah oltarja. Celota je dramatična z izrazito osvetljenimi in osenčenimi deli. Helenizem je obogatil tematiko grške umetnosti z žanrskimi motivi, ki prikazujejo preproste ljudi pri različnih opravilih. Taki so tudi kipci otrok, na primer deček, ki si puli trn iz noge, ali kip dečka z gosjo.

### Slikarstvo
Slikarstvo helenizma se ni ohranilo. O tem, kakšno je bilo, pričajo freske in mozaiki iz Pompejev in Herkulanuama. Slikarji so obvladali slikarsko perspektivo, anatomijo, svetlobo različnih dnevnih časov. Radi so slikali fantazijske arhitekture in okrasje, imenovano groteska. Mozaik boja Aleksandra Velikega s Perzijci, kopija: je ena največjih umetnin grškega slikarstva. Ohranila se je kot kopija v nekem talnem mozaiku. Govori o bitki Aleksandra Velikega proti Perzijcem pri Isu, ko je premagal perzijsko vojsko vladarja Dareja III. Umetnik je prikazal le en dogodek, ki kaže že na izid boja. Zmagovalec drvi naprej v napad, šlem v bojni vihri je že izgubil. Z dolgo sulico napada Dareja. Na perzijski strani vlada zmešnjava. Njegova vojska beži. Kompozicija je izredno razgibana in z nasprotji poveličuje bitko in zmagovalca.
- Miloška Venera, Louvre
- Antonij iz Pater, Arheološki muzej, Delfi
- Nike Samotraška, Louvre
- Jezdec z rta Artemizij, bronasti kip, Narodni arheološki muzej, Atene
- Grško-budistična umetnost, friz iz Gandare z darovalci, helenistični slog znotraj korintskih stebrov, 1.–2. st. Buner, Svat, Pakistan. Viktorijin in Albertov muzej.

## Arhitektura in urbanizem
V oblikovanju grške antične arhitekture se uveljavijo čiste oblike, uglajenost obdelave in smisel za red. Osnovni arhitekturni element je steber. Poznamo tri osnovne oblike grškega kapitela, to so jonski, dorski in korintski kapitel. Na podlagi kapitela pa govorimo o dorskem, jonskem in korintskem slogu.Grški templji v mnogo različicah so se razvili iz megarona. Zgodnji templji so bili zgrajeni iz lesa in opeke. Okoli leta 650 pred našim štetjem les in opeko zamenja kamen (gradili so brez malte). To je čas, ko nastanejo prvi monumentalni templji. 
Mesta v arhaičnem obdobju (6. in 7. stoletje pred našim štetjem) so nastajala na že poseljenem območju ali s sinekizmom (pojav, ko se je več grških vasi združilo in nastalo je mesto). Ob morju je bilo pristanišče.
Za podobo mesta v klasični dobi je značilno, da ima nepravilen tloris. Obdano je z obzidjem in je praviloma ob pristanišču. Mestno središče je trg (agora), ki je pravokotne oblike in obdan s stebriščnimi lopami (stoa). Za njimi so praviloma postavljene javne zgradbe (mestna hiša). Na hribu je stala utrjena akropola s templji. Stanovanjski del je bil ločen od mestnega jedra in razdeljen na pravokotne parcele, kjer so stali zidani stanovanjski bloki.
Najstarejša sakralna arhitektura je bila lesena, vendar se ni ohranila. Polagoma so začeli graditi svetišča v kamnu. Pri zidavi niso uporabljali malte. Sprva je svetišče imelo megaron, v katerega se je prišlo skozi preddverje. Od 6. stoletja dalje ima tri sestavine: naos ali celo za kip božanstva, pred njim preddverje ali pronaos in za njim opistodom, ki je služil kot zakladnica. Svetišče obdaja ena vrsta stebrov – peripter – ali dve vrsti – dipter. Prav tako v 6. stoletju sta se izoblikovala dva sloga: dorski v celinski Grčiji ter jonski na otokih in obalah Male Azije. Dorski slog je strog, poudarek je na strukturi, urejenosti, okras je podrejen. Dorska svetišča so masivna in srednje velika. Jonski slog daje vtis vitkosti, poudarja okras, primeren je za manjša svetišča. Primer dorskega svetišča je Herino svetišče v Pestumu, 6. stoletje, primer jonskega pa Nikin tempelj na Akropoli v Atenah.
- Restavrirana Atalova stoa, Atene
- Hefajstov tempelj v Atenah, pozno 5. st. pr. n. št.
- Gledališče v Epidavru, 4. st. pr. n. št.
- Zid v Meseni, helenistična obrambna arhitektura

## Kiparstvo
V grški antiki je bilo kiparstvo izjemno cenjeno. Okoli leta 650 pred našim štetjem so nastale prve monumentalne skulpture. Poleg prostostoječe plastike je nastalo tudi veliko reliefov, ki so krasili številne templje. Vse kiparske umetnine so bile oblikovane v idealnem harmoničnem razmerju (kanon). Uporabljali so marmor in bron.V arhaičnem obdobju se uveljavita podobi kurosa, golega mladeniča, in kore, oblečene ženske figure.

## Slikarstvo
Grško antično slikarstvo je bilo, sodeč po pisnih virih, zelo bogato. Ohranilo se je le vazno slikarstvo. Poslikane so bile številne keramične posode, med motivi pa prevladujejo raznoliki prizori. V klasičnem in helenističnem obdobju so se uveljavili tudi stensko slikarstvo in mozaiki.

## Oblikovanje kovancev
Kovance so izumili v Lidiji v 7. stoletju pred našim štetjem, Grki pa so bili prvi veliki uporabniki. Grki so tudi nadaljevali oblikovanje motiva kovanca. Motiv kovanca je še danes prepoznaven kot naslednik vzorcev iz antične Grčije. Grki niso videli v motivu kovanca oblike umetnosti, ampak sta bili vzdržljivost in številčnost najpomembnejši vir znanja o grški estetiki. Grški kovanci kot oblika umetnosti so samo iz starogrškega sveta in se še vedno lahko kupijo ter so v lasti zasebnih zbiralcev.
Grški oblikovalci so začetniki dajanja profila portreta na sprednji strani kovancev. To je bil sprva simbolni portret zaščitnika boga ali boginje mesta, ki je izdalo kovanec: Atena v Atenah, Apolon v Korintu, Demeter v Tebah in tako naprej. Kasneje so bili uporabljeni junaki grške mitologije, npr. Heraklej na kovancih Aleksandra Velikega. Prvi človeški portreti na kovancih so bili iz perzijske satrapije v Mali Aziji. Grška mesta v Italiji, kot so Sirakuze, so začeli objavljati voditelji pravih ljudi na kovancih v 4. stoletju pr. n. št., kot so to storili helenistični nasledniki Aleksandra Velikega v Egiptu, Siriji in drugod. Na hrbtni strani kovancev grških mest je bil pogosto simbol mesta: sova za Atene, delfin za Sirakuze in tako naprej. Začeli so dodajati tudi napise. Vse to so kasneje nadaljevali Rimljani.
- Atenska tetradrahma z glavo Atene in sovo, po 449 pr. n. št.
- Drahma iz Ajgine z želvo in žigom, po 404 pr. n. št.
- Makedonska tetradrahma s Heraklejem, po 330 pr. n. št..